# Szoprán törpedenevér
A szoprán törpedenevér (Pipistrellus pygmaeus) az emlősök (Mammalia) osztályának a denevérek (Chiroptera) rendjéhez, ezen belül a kis denevérek (Microchiroptera) alrendjéhez és a simaorrú denevérek (Vespertilionidae) családjához tartozó faj.

## Előfordulása
Európa erdeiben található meg.

### Magyarországi előfordulása
Hazánkban a Tiszántúl és a Duna–Tisza köze északi tájain fordul elő, és a Dunántúlon szórványosan előfordul.

## Megjelenése
Kontinensünk egyik legkisebb denevérfaja. Alkarhossza 2.7 - 3.2 cm. Testtömege 4 - 7 g. Feltűnően rövid, világos színű orra van. Morfológiai bélyegei emlékeztetnek a közönséges denevérre, pontos határozása nehéz. A hát és hasi oldal színezete között nagyon csekély az árnyalatbeli eltérés. A háti oldal homokszínű barna, illetve vörösesbarna, ezáltal sokkal "színesebbnek" tűnik, mint a közönséges törpedenevér. A bundától mentes bőrfelületek színezettsége (pl. fülek, szemek környéke) általában világosabb barna, csak úgy, mint a közönséges törpedenevér esetében. A felnőtt egyedek, főképp a hímek gyakran pézsma szagúak. A hím ivarszerv színe sárgásfehér.

## Életmódja
Sok esetben vizek fölé hajló vagy sűrű növényzetben vadászik. Táplálékspektruma sokféle, de főképp szúnyogokat, molylepkéket, apró rovarokat fogyaszt. Esetleges vándorlási jellegeiről kevés az ismeretünk, sok esetben feltételezhető, hogy a közönséges denevérnek tulajdonított hosszútávú vándorlások tulajdonképpen e faj számlájára írhatóak. A maximális megtett távolság 775 km. Átlagéletkora 1,2-1,6 év, a legmagasabb feljegyzett életkor 8 év feletti.

## Szaporodása
Szülőkolóniái épületekben és faodvakban találhatóak. A kölykök júniustól július közepéig születnek meg, három héttel később kezdenek el röpülni.

## Természetvédelmi állapota
Populációs trendje ismeretlen. Gyakori fajnak tűnik, de ritkább, mint a közönséges törpedenevér. Esetleges védelmi intézkedések lehetnek a vadászterületként használt erdők és a szálláshelyként használt épületek megfelelő kezelése.